# (10029) Hiramperkins
(10029) Hiramperkins es un asteroide perteneciente al cinturón de asteroides descubierto por Edward L. G. Bowell el 30 de agosto de 1981 desde la Estación Anderson Mesa, en Flagstaff, en el estado de Arizona en los Estados Unidos de América.

## Designación y nombre
Hiramperkins se designó inicialmente como 1981 QF.
Más tarde, en 2001, fue nombrado en honor del astrónomo y matemático estadounidense Hiram Perkins (1833-1924).

## Características orbitales
Hiramperkins orbita a una distancia media de 2,556 ua del Sol, pudiendo acercarse hasta 1,921 ua y alejarse hasta 3,19 ua. Su inclinación orbital es 3,639 grados y la excentricidad 0,2481. Emplea 1492 días en completar una órbita alrededor del Sol. El movimiento de Hiramperkins sobre el fondo estelar es de 0,2413 grados por día.

## Características físicas
La magnitud absoluta de Hiramperkins es 14,5.